# Bratislav Petković
Bratislav Petković (en serbe cyrillique : Братислав Петковић),né le 26 septembre 1948 à Belgrade et mort le 9 mai 2021 dans la même ville, est un dramaturge, un metteur en scène, un scénariste et un homme politique serbe. Il est membre du Parti progressiste serbe (SNS). Du 27 juillet 2012 au 2 septembre 2013, il a été ministre de la Culture et de l'Information dans le gouvernement d'Ivica Dačić.

## Études et carrière professionnelle
Bratislav Petković naît le 26 septembre 1948 à Belgrade. Il étudie la mise en scène à la Faculté des arts dramatiques de l'université des arts de Belgrade, dont il sort diplômé en 1972. Plusieurs de ses pièces de théâtre sont jouées sur les scènes belgradoises : Gran pri (Grand Prix), Legija časti (Légion d'honneur), Cvetovi zla (Les Fleurs du mal) et Skadar. Dans son écriture, il est souvent inspiré par l'histoire nationale.

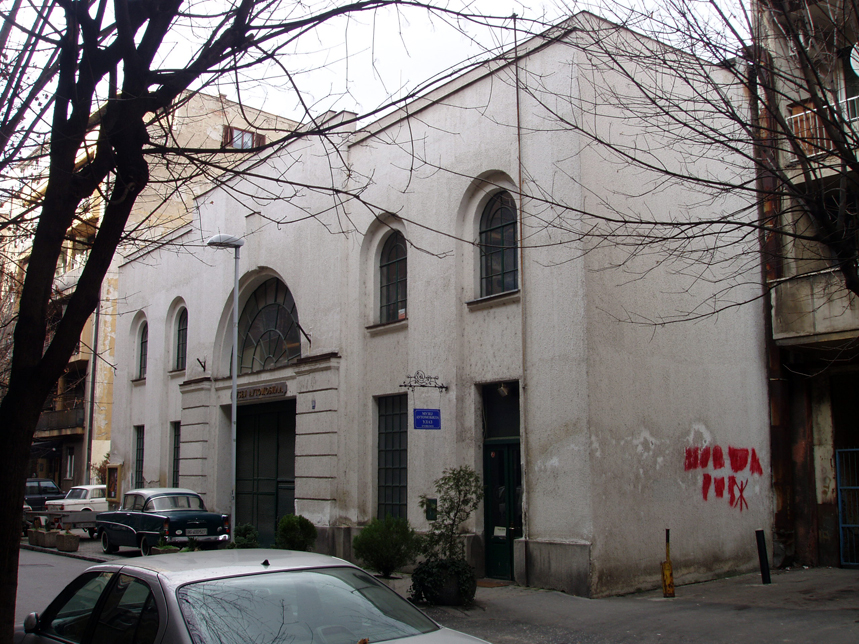
Le Musée de l'automobile de Belgrade

En 1978, le Théâtre dramatique de Belgrade joue Sporting life, un texte écrit en collaboration avec Vojislav Kajganić. Il écrit ensuite deux monodrames : Prodajem razbivenu kuću et Ispovest klovna Dragoljuba (La Confession du clown Dragoljub). En 1991, il écrit un drame intitulé Kaskader (Le Cascadeur) qu'il met ensuite en scène au Théâtre dramatique.
En 1994, Bratislav Petković crée le Musée de l'automobile de Belgrade, à partir de sa collection privée de voitures anciennes ; il est situé dans le bâtiment d'un garage construit en 1929 et aujourd'hui classé. Il y ouvre un petit théâtre, le Moderna garaža (« Le Garage moderne »), ainsi nommé en référence au lieu qui abrite le musée.
Bratislav Petković est également vice-président de la Société des dramaturges de Serbie (en serbe : Udruženje dramskih pisaca Srbije).

## Carrière politique
En 2010, Bratislav Petković rejoint le Parti progressiste serbe (SNS) de Tomislav Nikolić. En juin 2012, après la victoire de Nikolić à l'élection présidentielle, il devient conseiller à la culture du nouveau président. Le 27 juillet 2012, il est élu ministre de la Culture et de l'Information dans le gouvernement d'Ivica Dačić soutenu par Nikolić.
À la suite d'une longue crise au sein de la coalition gouvernementale, Ivica Dačić exclut le parti Régions unies de Serbie (URS) du gouvernement et, notamment, son représentant le plus éminent, président de ce parti et ministre des Finances et de l'Économie, Mlađan Dinkić. Le remaniement a lieu le 2 septembre 2013 et, bien que Bratislav Petković soit membre du SNS, il ne retrouve pas son poste ministériel.

## Vie privée
Bratislav Petković est marié et père de deux enfants. Il est engagé dans l'athlétisme et le hockey.

## Œuvres
Pièces de théâtre
Scénarios
- 2011 : Albatros de Filip Čolović, téléfilm ;
- 2004 : Cvetovi zla de Branko Mitić, téléfilm ;
- 1997 : Grand Prix de Slobodan Ž. Jovanović, téléfilm.